# Vittaryd
Vittaryd è un'area urbana della Svezia situata nel comune di Ljungby, contea di Kronoberg.
La popolazione risultante dal censimento 2010 era di 318 abitanti .